# Усі копи — виродки
Усі копи — виродки (англ. ACAB – All Cops Are Bastards) — італійська драма 2012 року. Режисер — Стефано Солліма. Фільм знятий за мотивами однойменного роману Карло Боніні.
Фільм розповідає про бійців спеціального підрозділу поліції Риму з охорони громадського порядку. У центрі сюжету три досвідчених бійці — Кобра (П'єрфранческо Фавіно), Негро (Філіппо Ніґро), Мазінго (Марко Джалліні) та новачок Адріано. У фільмі висвітлюються проблеми італійського суспільства — нелегальна міграція, поліцейська жорстокість, політичні та міжнаціональні конфлікти.
|                    | Цей фільм присвячений суперечливий темі і образу, який втілюють італійські поліцейські, які борються з безпорядками. Журі нагороджує картину за звернення до сучасних проблем. Він створює рівновагу підходів, об'єктивний погляд на проблему, яка відноситься не тільки до Італії. Інші країни також стикаються з такими проблемами. |
| — Дьйордь Карпаті, | |